# Lebiasina uruyensis
Lebiasina uruyensis är en fiskart som beskrevs av Fernández-yépez, 1967. Lebiasina uruyensis ingår i släktet Lebiasina och familjen Lebiasinidae. Inga underarter finns listade i Catalogue of Life.